# Adolf Šimperský
Adolf Šimperský (* 5. August 1909 in Břevnov; † 15. Februar 1964) war ein tschechoslowakischer Fußballspieler. 

## Vereinskarriere
Šimperský kam mit 18 Jahren zu Slavia Prag und wurde bald mit Karel Pešek-Káďa vom Konkurrenten Sparta Prag verglichen. Der zentrale Mittelfeldspieler galt als technisch versiert. Außerdem wurde ihm eine hohe Spielintelligenz nachgesagt, genauso wie die Fähigkeit den Ball halten und genau passen zu können. Eine schnelle Gewichtszunahme verhinderte jedoch eine große Karriere.
Mit Slavia wurde Šimperský 1930, 1931, 1933, 1934 und 1935 tschechoslowakischer Meister. Anfang 1937 wechselte der Mittelfeldakteur zum damaligen Zweitligisten SK Slezská Ostrava, mit dem ihm am Saisonende 1936/37 der Aufstieg in die Staatsliga gelang. Nach der Saison 1937/38, in der Šimperský fünf Tore für Ostrava gelangen, beendete der zehnfache Nationalspieler seine Laufbahn.
In 80 Erstligaspielen erzielte Šimperský zehn Tore.

## Nationalmannschaft
Šimperský debütierte am 1. Januar 1930 beim 0:1 gegen Spanien in Barcelona in der tschechoslowakischen Nationalmannschaft. In den folgenden zwei Jahren gehörte Šimperský zum Stammaufgebot der Tschechoslowaken. Schon 1932 verlor er jedoch seinen Stammplatz an Štefan Čambal und kam nur noch zu zwei Einsätzen, beide Male handelte es sich um ein Freundschaftsspiel gegen Ungarn: Am 20. März 1932 unterlag die ČSR in Prag mit 1:3, ein Jahr später, am 19. März 1933 unterlagen die Tschechoslowaken in Budapest mit 0:2.